# 제임스 세라노
제임스 세라노(영어: James Serrano, 1976년 5월 9일 ~ )는 전 SK 와이번스 소속 야구선수다.

## 미국 프로야구 시절
뉴멕시코 대학교를 졸업했다. 1998년 몬트리올 엑스포스에 지명되어 입단했으며 2004년 캔자스시티 로열스 소속으로 메이저리그에 데뷔했다. 메이저리그에서는 선발과 계투를 오가며 통산 10경기 1승 2패 4.68의 평균자책점을 기록했다. 2005년에는 개인 통산 첫 트리플A 올스타에 선정되었다.

## SK 와이번스 시절
2006년 6월, 시오타니 가즈히코의 대체 선수로 입단했다. 등번호 10번을 받고 선발 투수로 뛰었으나 13경기 2승 3패 4.12의 평균자책점으로 평범한 모습을 보였다. 이후 재계약을 포기하고 9월에 미국으로 돌아갔다.

## 미국 프로야구 복귀
이후 트리플A 리그와 더블A 리그에서 뛰다가 2007년 은퇴했다.

## 같이 보기
- 2006년 SK 와이번스 시즌